# Mezquita Molla Çelebi
La Mezquita Molla Çelebi (en turco: Molla Çelebi Camii), a veces conocida como Mezquita Fındıklı (Fındıklı Camii) es una mezquita otomana del siglo XVI ubicada en el barrio Fındıklı del distrito Beyoğlu en Estambul, Turquía. Fue encargada por Kazasker Mehmet Vusuli Efendi, juez superior de Estambul y diseñada por el arquitecto imperial Mimar Sinan. Está ubicada en el paseo marítimo del Bósforo, cerca del puerto de ferris de Kabataş y de la mezquita de Dolmabahçe.

## Historia

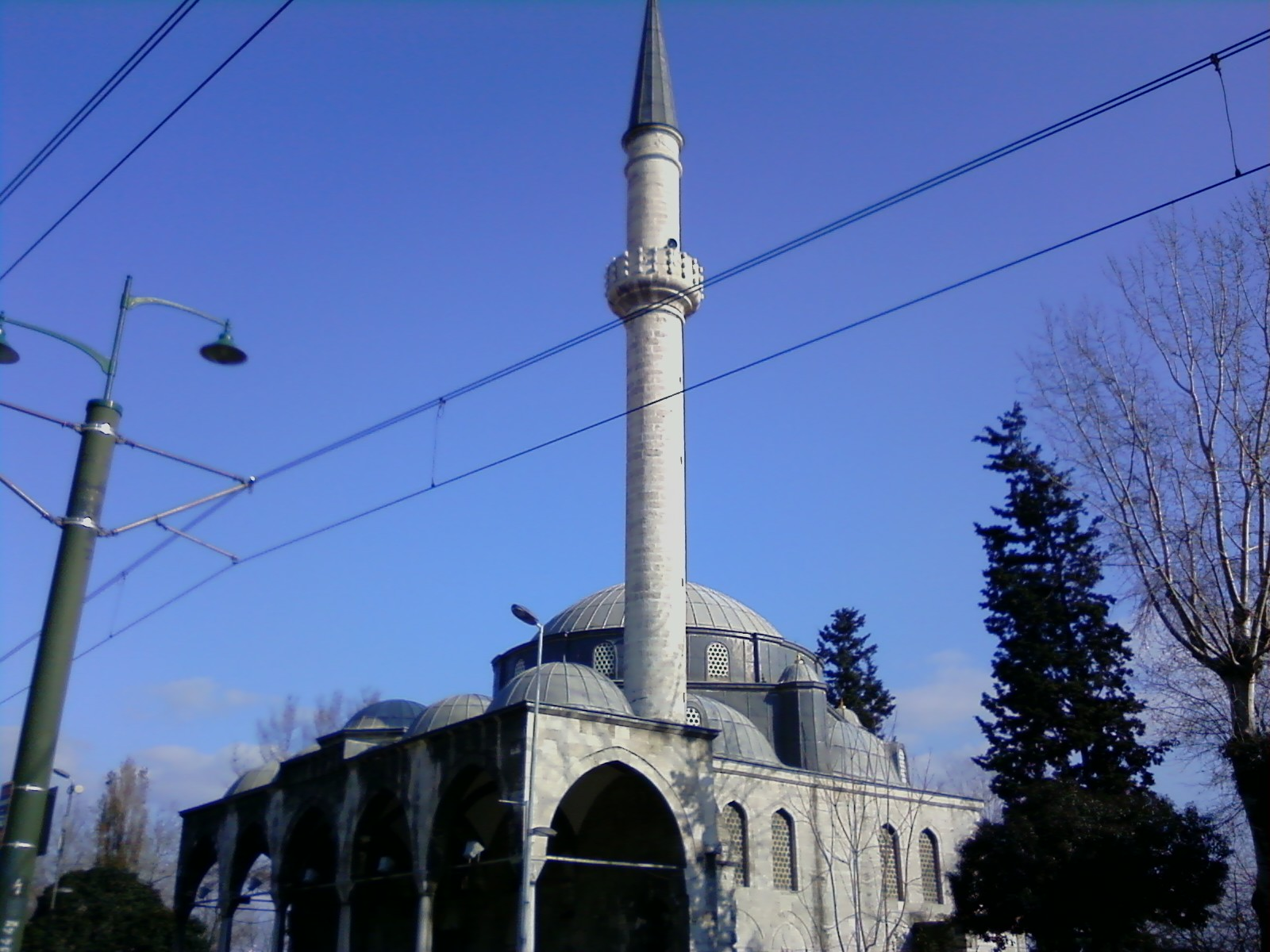
Vista exterior de la mezquita

La mezquita está ubicada en Estambul en el distrito Fındıklı del condado de Beyoglu, en las costas inferiores del Bósforo europeo, en Findikk. También es conocida como "Findikli Camii" o "la Avellana".
Fue diseñada por el renombrado arquitecto turco Sinan, bajo la dirección de Mehmed Vusuli Efendi, quien fue el tasker principal y luego presidente del Tribunal Supremo de Turquía, quien también fue reconocido como un "sabio y poeta". Según fuentes gubernamentales, la mezquita fue construida entre 1561 y 1562. Sin embargo, existen dudas sobre la secuencia de fechas. Otra referencia confiable sitúa su período de construcción entre 1570 y 1584.

## Arquitectura

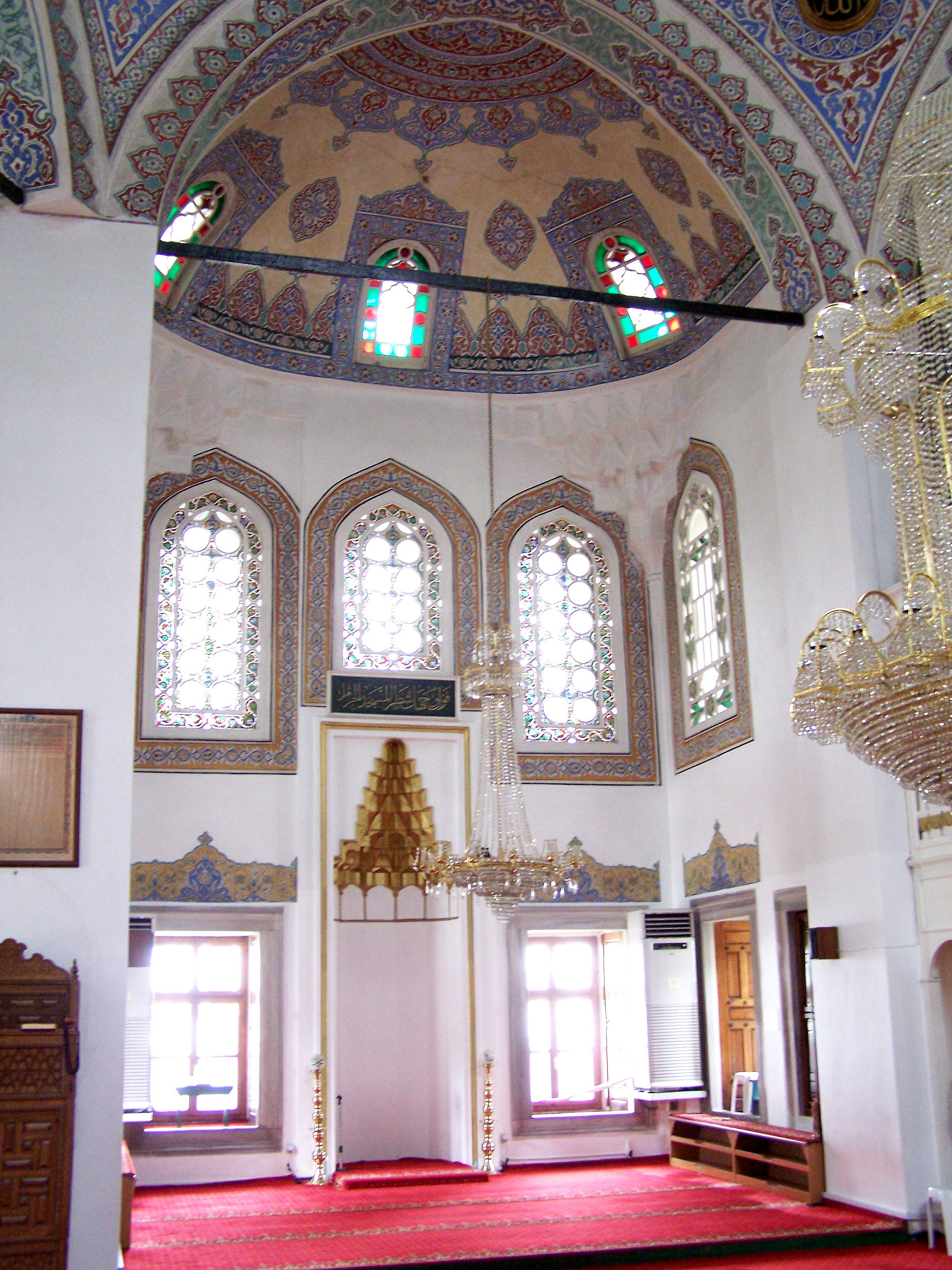
Vista interior de la mezquita

Fue construida inicialmente como un pequeño complejo, con un plan hexagonal diseñado por el arquitecto Mimar Sinan. Inicialmente, se construyó en dos secciones, la sala de oración central de un tamaño de 18,9 x 16,4 metros (20,7 x 17,9 yd) y el mihrab yeri (presbiterio) de 8,8 x 4,6 metros (9,6 x 5 yd). Los pilares están empotrados en los muros y entre ellos hay cuatro pequeñas cúpulas semicirculares en dirección este-oeste y la cúpula central, que es la sección central de oración. Esta sección también está cubierta por una cúpula semicircular de 11,8 metros (12,9 yd) diámetro y cubierta con seis arcos construidos entre las seis columnas empotradas; sobresale el ábside rectangular en el que está construido el mihrab. Además hay diez ventanas, colocadas sobre la parte inferior de la cúpula.
La estructura de la mezquita está construida íntegramente en la tradición arquitectónica clásica otomana. El minbar o el púlpito de la mezquita, es una característica especial única desde donde el imán se dirige a las reuniones de oración, y está adornado con kalem işi, pinturas murales policromadas. El mihrab (nicho) también está adornado con el mismo estilo que el minbar. Hay un delgado minarete construido en la entrada porticada, que tiene cuatro cúpulas. La mezquita que da a la calle, tiene el minarete en su esquina derecha. El minarete tiene un sherefe (balcón del minarete). Las extensiones de los laterales están cubiertas por semicúpulas, lo que proporciona una mejor continuidad tanto para el sistema de cubierta como para el interior. El mihrab se encuentra por primera vez en un ábside que se proyecta desde la parte media de la pared de la qibla. Este diseño de distribución interior compensa la falta de profundidad en el eje norte-sur.